# Fucked Up in a Bad Way
Fucked Up in a Bad Way is het debuutalbum van de Finse punkband The Heartburns. Het album werd uitgegeven als cd op 13 oktober 2006 via het Finse platenlabel Fullhouse Records. In 2012 werd het album heruitgegeven via het platenlabel Airiston Punk-Levyt, ditmaal als lp en met een alternatieve hoesafbeelding.

## Nummers
Track 6 was reeds al verschenen op het demoalbum Hate You Forever (2005). Track 8 was eerder verschenen op het splitalbum Sink or Swim (2004) en de ep Retard On the Run (2004).
Tracks 2, 6 en 8 zijn later ook verschenen op het verzamelalbum Too Much Drugs, Too Much TV (2009). Tracks 3-5 en 9-10 zijn ook te horen op het verzamelalbum The Heartburns (2010). Track 10 is ook te horen op het Finse compilatiealbum Rock'N'Roll Circus Tour No 1.
1. "I Wanna O.D."
2. "Without You Life is Hell"
3. "Something More Than This"
4. "Fucked Up and Down"
5. "Thinkin’ ’Bout You"
6. "I Hate Everything"
7. "Got Nothin’ to Prove"
8. "Ain’t Got a Thing"
9. "Outta Here"
10. "Take Me to the Hospital"